# Mathieu Avanzi
Mathieu Avanzi, né le 26 mai 1981 à Chambéry, est un linguiste et dialectologue français.
Spécialiste des dialectes et expressions francophones, il est professeur à l'Université de Neuchâtel, en Suisse, depuis 2022, où il dirige le Centre de dialectologie gallo-romane et d'étude du français régional.

## Biographie
Mathieu Avanzi est né à Chambéry. Titulaire d'une maîtrise en sciences du langage de l'université Grenoble-Alpes en 2004, il obtient en 2011 son doctorat (universités de Neuchâtel et Paris-Nanterre) et devient maître de conférences à l'université Paris IV Sorbonne en 2018. 
Après son master en sciences du langage, en 2004, il se concentre également sur les langages et dialectes issus des réseaux sociaux. En 2015, il lance son blog « Français de nos régions » qui permet aux internautes de répondre à des enquêtes. Les données récoltées lui permettent d'établir des cartes linguistiques. Il lance également une application « Français de nos régions » en octobre 2021. Le succès de ses cartes, reprises par Topito, l'inciteront à envisager la publication d'un ouvrage en 2017. Il publie cet atlas en 2017,,.
En 2023, il est professeur ordinaire de dialectologie et d’étude du français régional à l'Université de Neuchâtel.

## Recherche
Défenseur des langues et parlers régionaux, qu'il estime être une richesse pour la langue française et non une menace, Mathieu Avanzi explore les variations d’intonations et de vocabulaire entre les régions de France et de Suisse romande, faisant appel à la recherche participative, notamment au travers de sondages en ligne. Il présente ses résultats sous forme de cartes géographiques. Il étudie notamment certains lexèmes dont la prononciation varie régionalement.

## Œuvres
- Atlas du Français de nos régions (2017), Armand Colin.
- Parlez-vous (les) français ? Atlas des expressions de nos régions, Armand Colin, Malakoff, 2019[12].
- Comme on dit chez nous (2020), avec Alain Rey et Aurore Vincenti.
- Comme on dine chez nous (2021), avec Jean Mathat-Christol.
- Comme on dit chez nous - édition augmentée (2023), avec Alain Rey et Aurore Vincenti[13].